# Центральний район (Гомель)

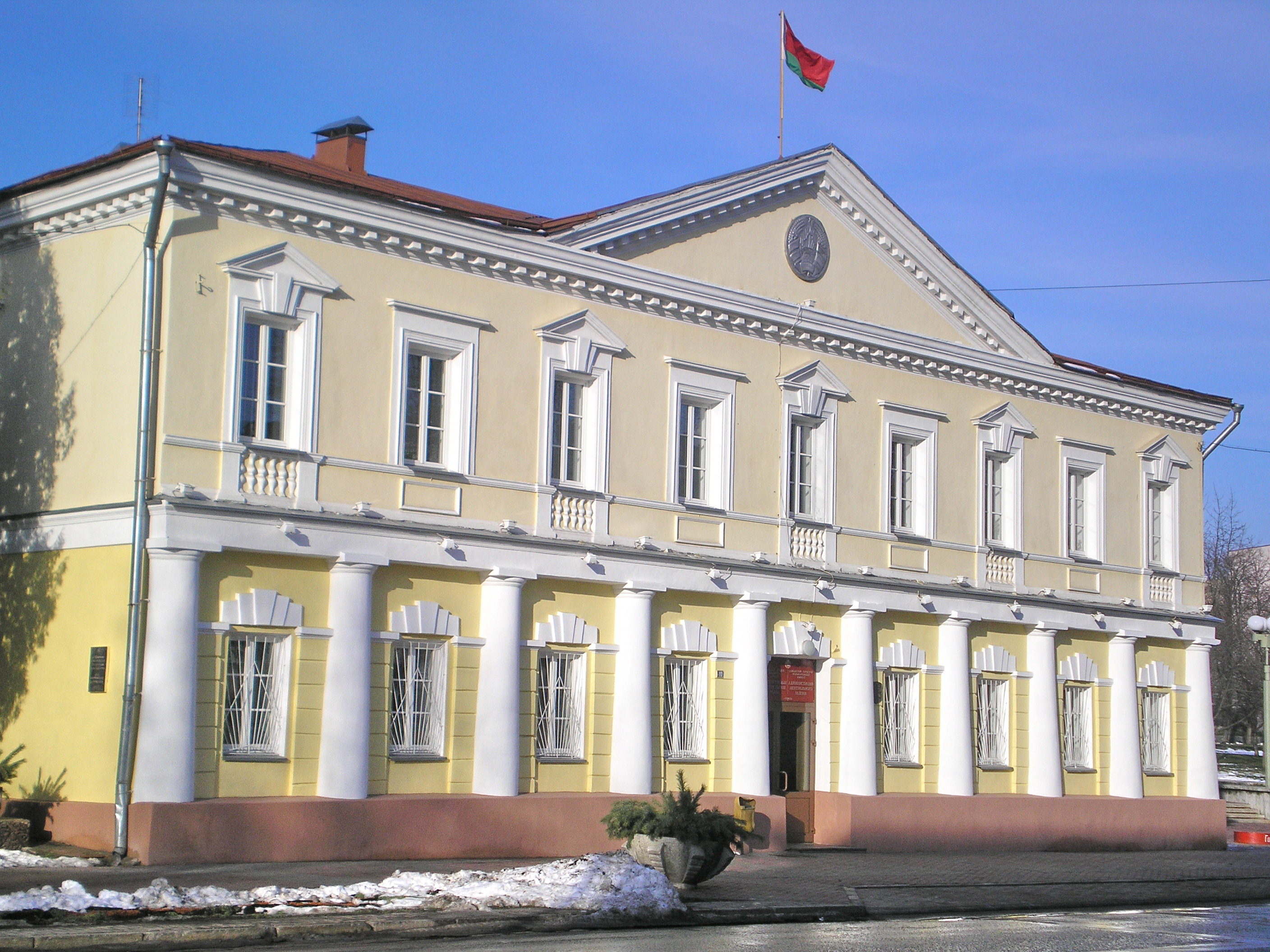
Адміністрація Центрального району (до революції — Російський трактир)

Центральний район — адміністративно-територіальна одиниця (міський район) у складі міста Гомеля.
Розташований у центральній, східній і північно-східній частинах Гомеля. Площа 2110 га, у тому числі близько 300 га зелених насаджень. Населення близько 80 тис. осіб (що становить близько 16 % від загальної кількості населення міста). Утворений 1940 року.
Сучасний вигляд Центрального району почав формуватися в другій половині XVIII — початку XX століть. Після входження Гомеля до складу Російської Імперії (1772) його нові господарі Румянцеві стали забудовувати центр на зразок Петербурга (від центральної площі ім. Леніна (раніше Замкова), розташованої за центральним парком). Променевидно розходяться вулиці Радянська (раніше Румянцевська), проспект Леніна (раніше вул. Замкова) та вул. Пролетарська (раніше Фельдмаршальська). Головними вулицями є: Радянська (центральна міська вулиця), проспект Леніна, Перемоги (ці три вулиці утворюють трикутник з площами Леніна, Привокзальної та Повстання по кутах), Мазурова, Інтернаціональна, Крупської.
У Центральному районі діють 24 промислові підприємства, переважно це верстатобудування, приладобудування, автотранспорту, легкої та харчової промисловості. Найбільшими з них є верстатобудівний завод ім. С. М. Кірова, кондитерська фабрика «Спартак», швейні фабрики «8 Березня» і «Комінтерн», поліграфічне підприємство «Полеспечать», хлібозавод, взуттєва фабрика «Труд», авторемонтний завод, завод вимірювальних приладів.
У районі розташовано 13 загальноосвітніх установ, 11 шкіл, 1 ПТУ, 2 виші (Гомельський державний університет імені Франциска Скорини, Гомельський державний медичний університет). До закладів охорони здоров'я в районі відносяться Гомельська міська лікарня швидкої медичної допомоги, обласна дитяча клінічна лікарня, міська клінічна лікарня № 5, пологовий будинок, 9 поліклінік (з них 3 стоматологічні).
Головні спортивні об'єкти — футбольний стадіон «Центральний», Льодовий палац, легкоатлетичний манеж «Динамо».
У районі знаходиться велика частина пам'яток та об'єктів культури міста — Гомельський палацово-парковий ансамбль, Мисливський будиночок, обласний драматичний театр, цирк, театр ляльок, експериментальна молодіжна театр-студія, обласний громадсько-культурний центр, Гомельська обласна філармонія, картинна галерея Г. Х. Ващенко, міський центр культури, галерея мистецтв Білоруської спілки художників, Гомельський обласний центр народної творчості, кінотеатр ім. Калініна, Вічний вогонь, братські могили радянських воїнів, Центральна бібліотека. Численні парки та сквери: Центральний парк, парк ім. А. Громико, Студентський парк, сквер імені Дзержинського та багато інших (всього 30 скверів і 3 парки). Встановлено пам'ятники і бюсти Леніну, О. Пушкіну, Н. Румянцеву, А. Громико, І. Паскевичу, П. Чайковському, Кирилу Туровському, П. Сухому і іншим.
Голова адміністрації району — Бородінчік Іван Опанасович.